# ヘルト・ウィルダース
- ヘルト・ウィルデルス[1]
- ヘールト・ウィルデルス[2]

ヘルト・ウィルダース（Geert Wilders、1963年9月6日 - ）は、オランダの政治家。自由党の創設者、党首。第二院（下院）議員。「オランダのトランプ」とも呼ばれる。

## 来歴
1963年9月6日、印刷会社に勤務する父と母の間にフェンローで生まれる。通信制大学のオランダ・オープン大学で法学を学び、卒業した。
青年時代にイスラエルに2年間住んでいたことがあり、現在にいたるまで40回もイスラエルを訪れている。
1997年に自由民主国民党の議員としてユトレヒトの市議会議員となり、政治キャリアがスタートした。市議会議員時代、暴漢に襲われている。
1998年に自由民主国民党から出馬し、国会議員に初当選。
2006年に自由党を結党。党首となり、現在もその地位にいる。
2008年に反イスラムの短編映画『フィトナ』を製作、物議を醸す。
2014年、地方選挙の演説で「モロッコ人が増えるのと減るのはどっちがいいか」と発言し、人種差別的発言であるとしてオランダ検察当局に起訴される。2016年12月9日、裁判所は発言が「差別を扇動した罪」に当たるとして、有罪を言い渡した。一方、「憎悪の扇動」については証拠が不十分だとして無罪とした。
2017年3月15日の投開票の総選挙では自由民主国民党のマルク・ルッテと首相の座をかけて争ったが、極右台頭への危機感から予測されたほど票が伸びず、ウィルダース率いる自由党は第2党にとどまり敗北した。
2023年11月22日執行の総選挙で自由党は選挙前の17議席から37議席へと大幅に伸ばし、第1党となった。2024年3月13日、ウィルダースは連立協議の難航を理由に首相就任を断念する意向を明らかにした。同年7月2日に自由党などによるディック・スホーフを首班とする連立政権が発足。ウィルダースは入閣しないが、第1党党首として大きな影響力を振るうと目された。2025年5月末、ウィルダースは亡命や移民を完全に停止し、シリアからの難民を送り返し、亡命者保護施設を閉鎖することを連立政権の他のパートナーに受け入れるよう要求。これが拒否されたため6月3日に連立政権からの離脱を表明し、少数与党となったスホーフは首相辞任を表明。ウィルダースは政権崩壊の引き金を引いた形となった。

## 政治的立場
欧州懐疑主義者である。また、一般には右翼・極右とみなされている。
ウィルダース自身は「私はハイダーやルペンの仲間ではない。我々はイタリアのムッソリーニのようにはならない。私は、私がファシストの団体と同じ扱いをされるのがとても嫌だ」と述べている。
ウィルダースは強硬な反イスラーム主義者である。「私はムスリムが嫌いなのではない。イスラームが嫌いなのだ」「クルアーンはファシストの書物」と述べている。政策として、モスクとマドラサの閉鎖、新規建設禁止、急進的ムスリムの国外追放などを主張している。
反イスラーム主義を掲げる姿勢から、かつて同様に反イスラーム主義でオランダを席巻した極右政治家ピム・フォルタインと比較されることも少なくない。
また、親イスラエル派でもあり、「イスラエルは西側諸国の最初の防衛ラインだ」と述べている。
また、ウィルダースはソーシャルメディアを効果的に活用していること、過酸化水素水で金髪にしたようなふわふわな髪型であること、既得権益層の打倒・イスラム教徒の排斥・保護貿易などを主張していること、「オランダを再びわれわれのものに」というスローガンが「Make America Great Again（米国を再び偉大に）」というドナルド・トランプ元米国大統領のスローガンに引っ掛けたものであることなどから、「オランダのトランプ（英: Dutch Trump）」と呼ばれている。

## その他
- 無神論者である[16]。また、一時期イギリスに入国禁止になっていた。
- その極端な思想から、過去には市議会議員時代、暴漢に襲われていることもあり、常に厳戒な警戒態勢が敷かれている。
- 母親はオランダ人とインドネシア人とのハーフで、ウィルダースの金髪は染められたものである[17]。